# The Chessmaster 2000

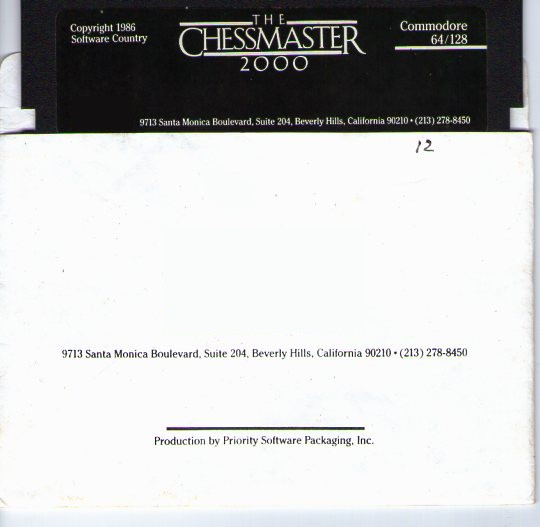
Floppy originale della versione Commodore 64 statunitense

The Chessmaster 2000 è un videogioco di scacchi del 1986 per i computer Amiga, Amstrad CPC, Apple II, Atari 8-bit, Atari ST, Commodore 64, Macintosh, MS-DOS, MSX e ZX Spectrum, sviluppato e pubblicato dalla The Software Toolworks (nelle prime edizioni ancora sotto il nome del distributore Software Country) in America e pubblicato dalla Electronic Arts in Europa. Le versioni per MSX e ZX Spectrum (1990) sono di produzione spagnola e furono edite solo in spagnolo dalla Dro Soft. Nel 1989 fu divulgata gratuitamente una conversione non ufficiale per Commodore 16 con espansione 64k.
The Chessmaster 2000 è il primo titolo della longeva serie di Chessmaster; il suo seguito diretto è The Fidelity Chessmaster 2100 (1988).

## Modalità di gioco
Si può giocare contro il computer, contro un avversario umano, o far giocare il computer contro sé stesso.
La scacchiera si può visualizzare bidimensionale oppure tridimensionale, ossia con un parziale effetto di prospettiva, ma i pezzi più lontani non appaiono rimpiccioliti. In entrambi i casi la scacchiera può essere ruotata, a passi di 90°. Nelle versioni Amiga e Atari ST si possono attivare alcuni messaggi sonori in sintesi vocale.
Nelle versioni più avanzate le mosse si possono effettuare con un cursore a forma di mano, altrimenti vanno digitate da tastiera usando la notazione algebrica.
Sono disponibili molte opzioni, accessibili da menù e sottomenù, che si aprono in finestra o in una schermata separata a seconda delle versioni.
Il computer può giocare a molti livelli di difficoltà, proporzionali al tempo di calcolo di ogni mossa.  Altre impostazioni particolari delle sue capacità sono disponibili, tra cui la modalità "facile" (non utilizza il tempo del giocatore per portarsi avanti con i calcoli) e la modalità "caffetteria" (sceglie la mossa con maggiore aleatorietà tra quelle giudicate migliori).
Sulle confezioni è dichiarata la conoscenza di una libreria di 71 000 aperture.
Il computer può anche suggerire al giocatore la miglior mossa da fare secondo i suoi calcoli, nonché cercare di risolvere un problema di matto in N mosse.
Un'opzione di aiuto (nelle versioni meno avanzate disponibile soltanto con la scacchiera bidimensionale) mostra quali sono le mosse possibili del pezzo selezionato.
È possibile annullare una o più mosse fatte, fino a riavvolgere l'intera partita, o visionarne il completo replay.
Si può entrare in modalità di modifica libera di tutta la disposizione della scacchiera.
È possibile il salvataggio della partita, e con i dischetti originali sono fornite 100 partite storiche già registrate.
Nelle versioni Amiga e Atari ST si può personalizzare in dettaglio il colore dei pezzi, mentre nelle altre versioni dotate di colore si può solo scegliere tra colore o monocromatico.
Potrebbero esserci altre variazioni da quanto sopra in base alla versione, ad esempio su Commodore 64 le edizioni disco e cassetta differiscono un po'; la seconda tra l'altro non possiede il salvataggio e la rotazione della scacchiera.

## Accoglienza
The Chessmaster 2000 ricevette quasi sempre giudizi buoni o molto buoni dalla critica dell'epoca.
Le riviste di settore di solito apprezzavano sia l'abilità di gioco del computer, sia la presentazione estetica, sia l'ampia varietà di opzioni disponibili.
Sulla rivista Computer Gaming World arrivò al primo posto come miglior gioco nel sondaggio dei lettori del mese di dicembre 1986. Almeno fino al 1992 era l'unico gioco di scacchi ad aver mai raggiunto il primo posto, sebbene solo per un mese. Rimase a lungo nei primi 10, fino a entrare nella hall of fame della rivista.
Nel 1996 la redazione della stessa rivista lo mise al 46º posto nella classifica dei migliori giochi per computer di tutti i tempi (il più in alto in classifica tra i giochi di scacchi).
Secondo Les Crane, presentatore televisivo statunitense divenuto poi direttore della The Software Toolworks, dall'uscita nell'autunno 1986 ad aprile 1987 The Chessmaster 2000 aveva venduto 140 000 copie, a un prezzo di circa 40$. Negli USA aveva raggiunto le 100 000 copie, era uno dei videogiochi più venduti, e a marzo 1987 la Software Publishers Association lo aveva nominato software di intrattenimento dell'anno.